# Зідіган
Зідіга́н (рос. Зидиган, башк. Етегән) — присілок у складі Міякинського району Башкортостану, Росія. Входить до складу Великокаркалинської сільської ради.
Населення — 54 особи (2010; 68 в 2002).
Національний склад:
- башкири — 50%
- татари — 49%